# Nécrotrophie

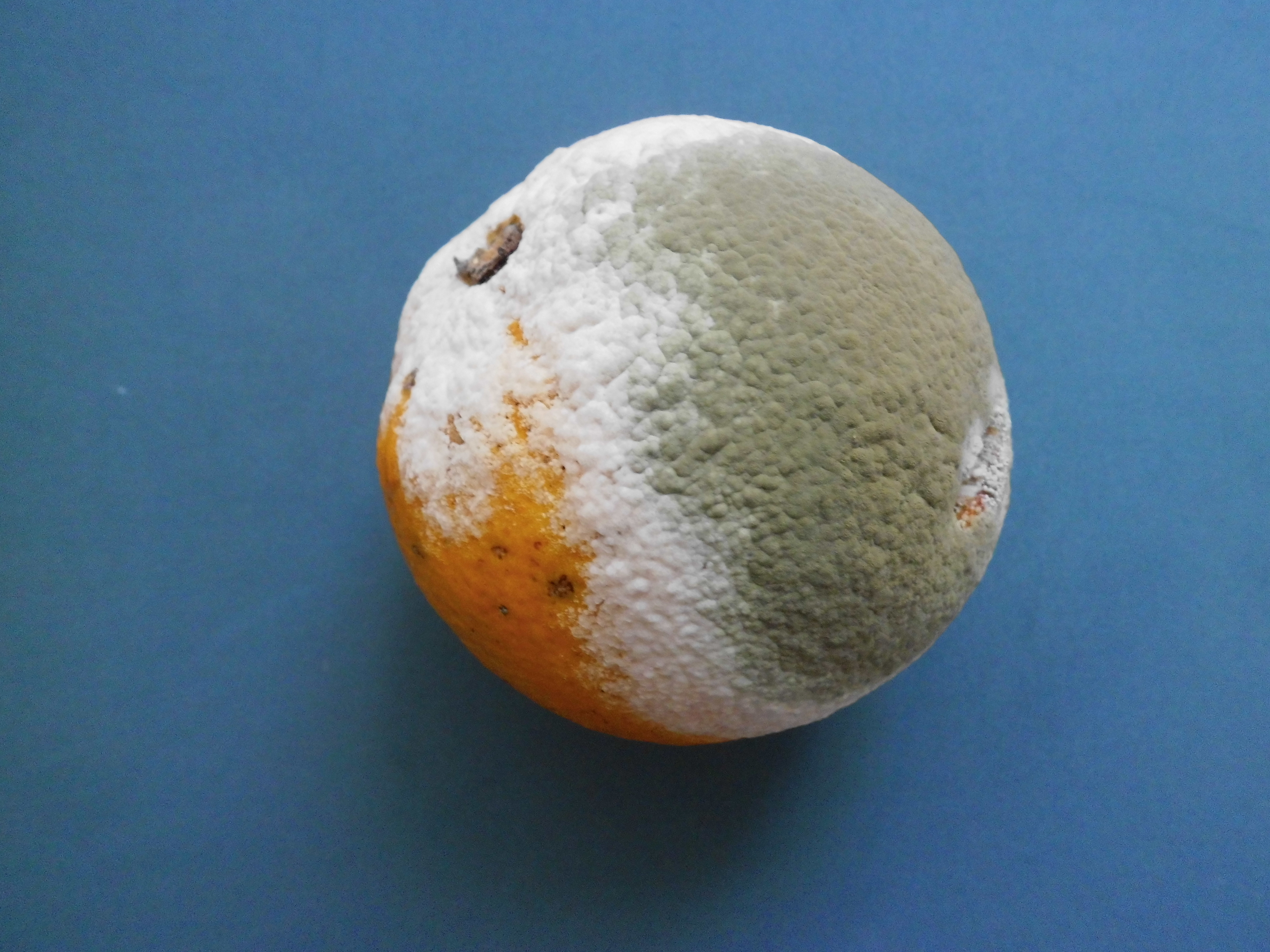
Orange envahie par la pourriture grise, maladie cryptogamique due au champignon nécrotrophe Botrytis cinerea.

La nécrotrophie est une stratégie parasitaire d'agents pathogènes. Le nécrotrophe est un organisme hétérotrophe (bactérie, champignon) qui infecte les tissus vivants de son hôte mais tire sa nourriture de tissus tués par lui avant d'être colonisés. Cette stratégie se distingue de la biotrophie et de la saprotrophie.
Souvent les nécrotrophes sont des opportunistes s'attaquant aux végétaux affaiblis par un stress biotique (attaque par des phytophages ou d'autres pathogènes) ou abiotique (stress hydrique, pollution, ombrage…), puis secrètent des enzymes de macération et des toxines qui provoquent la nécrose des tissus vivants infectés et se nourrissent des tissus morts.
Cette répartition est une simplification quelque peu abusive, car de nombreux parasites sont biotrophes au départ, puis nécrotrophes (notion d'agent pathogène hémibiotrophe) et finalement saprotrophes à la chute des feuilles (exemple : la tavelure du pommier Venturia inaequalis).